# Silveira Neto
Manuel Azevedo da Silveira Neto (Morretes, 4 de novembro de 1872 – Rio de Janeiro, 19 de dezembro de 1942) foi um poeta simbolista brasileiro. Silveira Neto é pai do escritor Tasso da Silveira.

## Biografia
Nascido em Morretes, Paraná, em novembro de 1872, aos sete anos de idade muda-se para a capital paranaense e inicia seus estudos, que incluem gravura e desenho na Escola de Belas-Artes de Curitiba, com o sonho de chegar a Academia de Belas-Artes na cidade do Rio de Janeiro. Antes de iniciar seus estudos artísticos entra no curso de humanidades, porém, é interrompido com a clara intenção de enveredar-se nas “belas artes”. Sem realizar seu intento, ingressou através de concurso, na Fazenda Federal no ano de 1891. Em 1893 integra o grupo de “O Cenáculo”, nome este dado pelos que participam da revista de mesmo nome, e seus companheiros neste grupo são Dario Velloso e Júlio Perneta, entre outros.
Transfere-se, em 1896, para a capital federal e passa a freqüentar os mesmo lugares que o poeta parnanguara Nestor Vítor, conhecendo-o e também o poeta Cruz e Sousa. É a partir destas amizades e deste período que escreve e publica suas poesias com a forte influência no simbolismo.
Silveira Neto escreveu Pela Consciência (opúsculo, 1898) e Antonio Nobre (elegia, 1900). Com a publicação de Luar de Hinverno (1900), passa a desfrutar de prestígio na arte literária.  Brasílio Itiberê (elegia com música de 1913), Do Guairá aos Saltos do Iguaçu (1914), Ronda Crepuscular (1923), Cruz e Sousa (ensaio de 1924), O Bandeirante (1927), entre outros, são de autoria do poeta morretense.

## Falecimento e homenagens
Com o falecimento do curitibano Emiliano Perneta, em janeiro de 1921, Silveira Neto é aclamado o novo “príncipe dos poetas paranaenses”. Com a obra “Nas Margens do Nhundiaquara” (poema regional de 1939) é chamado, em sua terra natal, de “o cantor do Nhundiaquara”.
No sábado, dia 19 de dezembro de 1942, Manuel Azevedo da Silveira Neto faleceu aos 70 anos e 01 mês de idade.
Ao poeta simbolista foram dadas inúmeras homenagens Brasil afora, porém, na capital paranaense, cidade onde o poeta morou e estudou, faz-se a veneração e respeito ao denominar uma das vias do bairro Água Verde como Rua Silveira Neto.